# وینسویل (اوهایو)
وِینسویل (انگلیسی: Waynesville) روستایی در بخش وین واقع در شهرستان وارن ایالت اوهایو در ایالات متحده آمریکا است که مطابق سرشماری ۲۰۲۰ ایالات متحده آمریکا، ۲٬۶۶۹ نفر جمعیت دارد و به‌خاطر فروشگاه‌های عتیقه‌فروشی و جشنواره سالانه کلم‌ترش شهرت دارد.